# Cosmia dieckmanni
Cosmia dieckmanni är en fjärilsart som beskrevs av Ludwig Carl Friedrich Graeser. Cosmia dieckmanni ingår i släktet Cosmia och familjen nattflyn. Inga underarter finns listade i Catalogue of Life.